# Union sportive Nafarroa
Maillots
Actualités
Dernière mise à jour : 20 juin 2025.
L'Union sportive Nafarroa est un club de rugby à XV fondé en 2003 à la suite de la fusion de l'US Garazi et de l'US Baigorri. Son siège social est basé à Saint-Jean-Pied-de-Port et son siège annexe à Saint-Étienne-de-Baïgorry.
Il évolue en Fédérale 1 pour la saison 2024-2025.

## Histoire

### Origines de l'US Nafarroa
L'Union sportive Garazi, le club de rugby de la ville de Saint-Jean-Pied-de-Port, est fondée en 1963 par Pierre Camou et son frère Jean-Gabriel,.
L'Union sportive Baigorri, représentant quant à elle Saint-Étienne-de-Baïgorry, est créée en 1971.

### 2003: création du club
En septembre 2003, l'Union sportive Garazi et l'Union sportive Baigorri fusionnent afin de donner naissance à l'Union sportive Nafarroa ; le club commence son histoire en Fédérale 2.
Lors de la saison 2005-2006, le club remporte le championnat de Fédérale 2. Après 13 victoires et 9 défaites en phase qualificative, l'US Nafarroa domine d'abord le CA Ribérac en 32e de finale puis s'impose successivement face à l'US Salles, le Boucau Tarnos stade et le Peyrehorade sports en 1/4 de finale sur le terrain d'Anglet, s'assurant ainsi la montée en Fédérale 1 pour la saison 2006-2007.  L'équipe domine enfin l'entente Vendres Lespignan en demi-finales avant de remporter le premier titre de son histoire en battant 12 à 9 l'équipe de Saint-Saturnin-lès-Avignon en finale, le 18 juin 2006, sur le terrain de Blagnac.
Pour la saison 2019-2020 le club dispute ses matchs en Fédérale 2 à la suite de sa rétrogradation la saison précédente. Elle est promue en Fédérale 1 à la suite de la saison 2020-2021.

## Palmarès

### Seniors A
- Championnat de France de Fédérale 2
  - Champion : 2006

### Juniors
- Champions de France (Balandrade) 2008-2009 (victoire 32 à 20 en finale le 24 mai 2009 face à Limoges rugby sur le terrain du stade Georges-Darthial à Marmande)
- Champions de France (Balandrade) 2013-2014 (victoire 14 à 11 en finale le 25 mai 2014 face au Stade langonnais sur le terrain du stade de Hillette à Mugron)
- Champion de France (-18) 2018-2019 (victoire 20-10 en finale face à Valence Romans)

### Cadets A
- Champions de France (Teulière) 2006-2007 (victoire sur l'Entente de la Nivelle en demi-finale et l'équipe iséroise de Saint-Jean-en-Royans en finale)
- Champions d'Aquitaine (Teulière) 2006-2007 (victoire en finale contre l'équipe du CA Périgueux)
- Champions de France (Teulière) 2007-2008 (victoire 7 à 5 en finale le 25 mai 2008 face à l'entente Garches-Stade français CASG Paris sur le terrain de Poitiers)

## Personnalités du club

### Présidents
- Alain Fariscot et Jacques Sallagoïty
- Xabi Etcheverry

### Entraîneurs
- 2018-20?? : Jean-Marc Higos et Pascal Jeanneau